# 宗次郎
宗次郎（そうじろう、本名：野村 宗次郎（のむら そうじろう）、1954年10月10日 - ）は、日本のオカリナ奏者、製作者、作曲家である。風音工房（かざねこうぼう）代表取締役。
群馬県館林市出身。使用しているオカリナは全て自身による手作りである。デビュー前からオカリナ製作を始め、約10年間に製作したオカリナは1万本以上に及ぶが、その中で実際に演奏で使用するのは、10数本である。
1980年以降、栃木県にある廃校となった小学校で生活していたが、現在は茨城県常陸大宮市（旧緒川村）の山村で暮らす。

## 略歴
1973年 群馬県立館林高等学校を卒業。
1975年 栃木県の山村で初めてオカリナ奏者である火山久のオカリナの音色に触れる。この年火山久に弟子入り。栃木の山あいの廃材利用の家に住みながらオカリナを製作。
1979年 栃木県芳賀郡茂木町の水車小屋跡地に自らの窯を築いた。
1980年 茂木町北部の小学校の廃校に移り住む。
1985年 テレビでその生活が紹介され、サウンド・デザイン（シンセサイザー奏者の喜多郎などを輩出したニューエイジ・ミュージックの名門レーベル）よりデビュー。
1986年 NHK特集の『大黄河』の音楽を担当して一躍脚光を浴びる。ソウルで開催されたアジア・ポップ・ミュージック・フェスティバルに参加。
1987年 野村證券のCM音楽を担当。
1991年 ポリドール（現・ユニバーサルミュージック）へ移籍。
1993年 自然3部作『木道』『風人』『水心』で第35回日本レコード大賞企画賞受賞。映画『REX 恐竜物語』（角川春樹監督）に楽曲提供。米米CLUBによる同映画の主題歌「ときの旅路 〜REXのテーマ〜」にも参加する。
1996年 クボタグループのCM音楽を担当、テレビ広告部門の最高賞を受賞。
1997年 映画『良寛』（瀬戸内寂聴原作『手毬』の映画化）の音楽を担当。
1999年 長野県伊那谷地方の郷土映画『こむぎいろの天使 すがれ追い』（後藤俊夫監督）において、斉藤由貴が歌う主題歌『こむぎいろの天使』のオカリナを担当。
2003年 第27回全国育樹祭でメインアトラクションの音楽監督を担当した。
2004年 映画『おにぎり』（齋藤耕一監督）の音楽を担当。
2006年 映画『THE WINDS OF GOD』（今井雅之監督）の音楽を担当。angelaのアルバム『PRHYTHM』に収録されている「翼」にオカリナで参加。
2005年 二胡奏者ジャー・パンファンの台湾コンサートにゲスト出演。
2008年 常陸大宮市に『SOJIRO オカリーナの森』を地元の協力のもとに完成する。NHK地域放送文化賞（関東甲信越）を受賞。
2010年1月31日 愛知県勤労会館で開かれた第6回万葉集シンポジウムにて中西進と対談し、演奏をおこなった。
その他活動多数。

## ディスコグラフィー

### 初期の作品
- グローリー・幸福
- 大黄河
- 大黄河悠久の旅
- 心
- ハーモニー
- 大黄河II
- 大黄河ベストセレクション
- フォレスト
- ヴォヤージ
- 日本のうた こころのうた
- イメージス
- FRESH AIR
- acoustic 宗次郎
- 宗次郎特選
- 世界のうた こころのうた
- アーリータイムス
- 宗次郎特選II
- ヒーリング・ガーデン
- ヒーリング・ガーデンII
- ヒーリング・ガーデンIII

### ポリドール移籍後の作品
- 木道 （1991年）
- 風人 （1992年）
- 水心 （1993年）
- 鳥の歌 (Cant dels ocells) （1994年）
- もうひとつのクリスマス （1994年）
- 光の国・木かげの花 （1995年）
- Japanese Spirit （1996年）[4]
- acoustic world 42 （1997年）
- 愛しの森 a-moll （1997年）[5]
- まほろば （1998年）
- オカリナ・エチュード 〜クラシック名曲集〜 （1998年）
- あゆみ （1999年）
- オカリナ・エチュード2  〜愛唱歌名曲集〜 （1999年）
- 天空のオリオン （2000年）
- BEST SELECTION 〜Sojiro 25th Anniversary〜 （2000年）
- オカリナ・エチュード3  〜デュエット〜 （2001年）
- 静かな地球の上で （2001年）
- オカリナ・エチュード4 〜チャーチ〜 （2001年）
- オリジナルBEST featuring voice （2002年）
- イアイライケレ （2002年）
- オカリナ・エチュード5 〜スクリーン・ミュージック〜 （2003年）
- オカリナ・エチュードコレクション −リクエスト− （2003年）
- 遥かなる尾瀬 （2004年）
- Ocarina Wind Family （2005年）
- 宗次郎オリジナル・ベスト1991〜2002 （2005年）
- プライムセレクション宗次郎 （2006年）
- WINDS OF GOD -KAMIKAZE- （2006年）
- オカリナ宗次郎が奏でる叙情歌・愛唱歌BEST （2007年）
- 土の笛のアヴェ・マリア （2007年）
- ザ・プレミアム・ベスト 宗次郎 （2009年）
- オカリーナの森から （2009年）
- 古~いにしえみち~道 （2010年）

### DVD
- 『宗次郎ふたつのライブ 原風景+現風景』 2002年　ライヴDVD

## 書籍
- 『故郷の原風景』ビー・エヌ・エヌ、1996年、ISBN 4893694448
- 『Sojiro Ocarina Works 1975-2005』2005年

## 出演

### TV
- TIME21「秘境玉山夢紀行」（日本テレビ、1986年10月20日）[6]
- 「ゆく年くる年」（NHK、1987年1月）[2]
- 「超古代文明の謎・迷宮トルコ・カッパドキア」（テレビ東京、1987年12月）[2]
- 「立松和平・心と感動の旅 釧路湿原・春夏秋冬」「宗次郎アンデスを吹く」（テレビ朝日、1988年9月）※音楽も担当[2]
- 「ここから日本が始まった」（テレビ東京、1991年6月）※音楽も担当[2]
- 「徹子の部屋」（テレビ朝日、1992年2月）[2]
- 「立松和平・水紀行スペシャル」（テレビ朝日、1992年12月）[2]
- 瀬戸内海放送局25周年記念番組「瀬戸内海・島物語 宗次郎が奏でる心の旅」（1994年3月）※音楽も担当。テーマ曲は『魂の島々』。[2]
- 鹿児島放送開局15周年記念番組「奇蹟の屋久島」（1997年9月）※音楽も担当[2]
- 「世界・わが心の旅」南米ペルーの旅（NHK衛星第二放送、1997年12月）[2]
- 「誰でもピカソ」（テレビ東京、2000年12月）[2]
- 「徹子の部屋」「題名のない音楽会」（テレビ朝日、2001年10月）[2]
- 「尾瀬 命の調べ～オカリナが奏でる緑の湿原～」（NHK衛星ハイビジョン、2003年8月）※音楽も担当。テーマ曲は『遥かなる尾瀬』。[2]
- 「お～い、日本 私の好きな。群馬県」（NHK衛星第二放送、2005年2月）[2]
- 「土曜大好き!830 歌ある旅」（関西テレビ、放送時期不明）[2]

### ラジオ
- オカリナの詩 （全国AM数局 2001年ごろ）
- 宗次郎とオカリナ
- 川口技研プレゼンツ　宗次郎 オカリーナの森から （文化放送 2010年4月10日～）

## その他
- 「心」収録の「こころ」、「四季 - 愛しき子供達へ」、「清流」、「雲を友として」は日本電音によりアレンジされ、JR東日本の発車メロディーや、接近メロディーに使用された。

著作権の問題や、駅近くの住民から苦情が来たため、2005年以降切り替えが行われ、最後まで残っていた「清流」「雲を友として」は、2014年3月の高崎問屋町駅を最後に発車メロディーとしては消滅した。また、「清流」は鶴岡駅の接近メロディーを最後に2023年9月22日をもって消滅した。
- MROラジオで『宗次郎とオカリナ』という番組が放送されていた（2007年6月で終了）

2曲演奏、本人からのメッセージあり。
- 在住している常陸大宮市にある、茨城県立常陸大宮高等学校（2006年4月開校）の校歌を作曲した。
- 2008年、旅チャンネルの「地元の人が教える！2泊3日の旅」第18話「風と大地の音を求めて　花盛りの大湿原・尾瀬の旅」に出演。
- 子供の頃、しばしば多々良沼に夕日を見に行った。 少年時代の豊かな自然の中での体験、特に土への親しみが、創作活動の原点になっている。
- オーケストラとの共演などでクラシック系の楽曲を演奏する機会が増えた時、クラシック音楽を指揮者、朝比奈千足に師事して基礎から学び直したことが知られている。
- 趣味は畑仕事、蕎麦、コーヒー[1]。座右の銘は「オカリナは空気を耕す」[1]。